# Kraljevec na Sutli
 Kraljevec na Sutli  falu és község Horvátországban Krapina-Zagorje megyében. Közigazgatásilag Draše, Gornji Čemehovec, Kačkovec, Kapelski Vrh, Lukavec Klanječki, Movrač, Pušava, Radakovo és Strmec Sutlanski tartozik hozzá.

## Fekvése
Zágrábtól 28 km-re északnyugatra a Zagorje területén, a Szutla völgyében, a megye délnyugati részén, a szlovén határ mellett fekszik.

## Története
A település keletkezéséről semmilyen adat nem áll rendelkezésre. Nevével kapcsolatban is csak találgatások vannak. Azt feltételezik, hogy egy Kralj vezetéknevű család telepedett le itt először, mivel ez a név elég gyakori volt a középkori Klanjecen és Radakovón is. Más vélemények szerint a település a Dráva és Száva közötti terület középkori horvát nevéből az egészen a 19. századig használatos "Kraljevina Slavonijáról" kapta volna a nevét.
A 15. század előtt területe csak gyéren volt lakott, határának legnagyobb részét még erdő borította. Amikor 1463-ban Bosznia területét megszállta a török az ott élők a környező országokba menekültek. Így erre a vidékre is menekülők nagy csoportjai érkeztek a ferences atyák vezetésével és megalapították új falvaikat. A radakovói Jantunušak-dombon is ekkor építették fel a ferencesek Páduai Szent Antal templomukat és kolostorukat, hogy védelmet nyújtson a török könnyűlovasság fosztogatásai ellen. A vidék birtokosai az Erdődyek birtokok adományozásával támogatták tevékenységüket. Az elszegényedett népnek csak a hite és magukkal hozott szép szokásai maradtak, melyek mára jórészt már feledésbe merültek. A 17. században a radakovói területet többször is földrengés rázta meg. Közülük a legnagyobb 1625-ben pusztított, amikor a Jantunušakon álló kolostor teljesen összedőlt. Ekkor a ferencesek Klanjecre költöztek, ahol már korábban is volt birtokuk. Ezekről az eseményekről szól az "Antunušak" című költemény, melyet a kolostorban élt költő Adalbert Pogačić írt.
A település Szentháromság plébániáját 1789-ben alapították, mai plébániatemploma 1836-ban épült fel. Iskolája 1849-ben nyílt meg, első tanítója Josip Fabijančić volt. Önkéntes tűzoltóegyletét 1928-ban alapították. 
A falunak 1857-ben 407, 1910-ben 597 lakosa volt. Trianonig Varasd vármegye Klanjeci járásához tartozott. 1954-ig községközpont volt, majd a községet a független horvát állam megalakulása után 1993-ban szervezték újra. 2001-ben a falunak 372, a községnek összesen 1815 lakosa volt. 

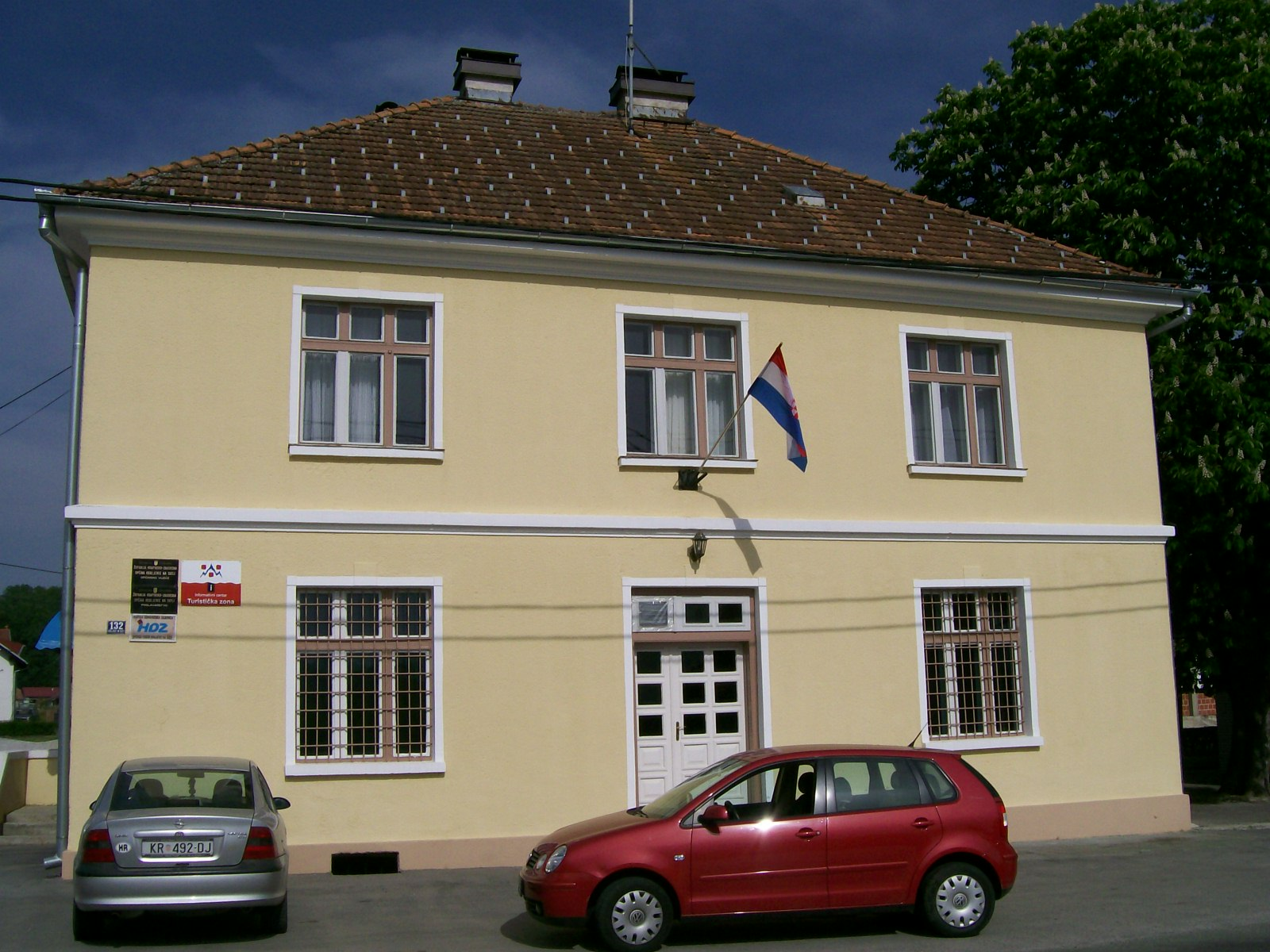
A községi hivatal épülete

## Nevezetességei
- A Szentháromság tiszteletére szentelt plébániatemplomát[2] 1836-ban építették klasszicista stílusban. Különösen sokat tett a templomért az 1848 és 1881 között itt szolgált Ferdo Krajačić plébános, aki 1850-ben új harangot, 1855-ben toronyórát szereltetett az épületbe. Utóbbi ma már nincsen meg. 1880-ban nagy földrengés rázta meg az épületet, mely Zágrábban is nagy károkat okozott. A harangot az I. világháborúban elvitték, helyére Nikola Horvati plébános idejében 1927-ben szerelték fel az újat. A plébánia nagy ünnepe volt az 1937-es bérmálás, melyet a később boldoggá avatott Alojzije Stepinac zágrábi érsek végzett.

- A falu központjában található a Szűz Mária tiszteletére szentelt kis kápolna, mely az újabb időkben épült.

## Külső hivatkozások
- Kraljevec na Sutli község hivatalos oldala
- A turisztikai egyesület honlapja
- Az alapiskola honlapja